# جوزيف فلمنج
جوزيف فلمنج (بالإنجليزية: Joseph Fleming)‏ هو سياسي أسترالي، ولد في 6 يناير 1811 في أستراليا، وتوفي في 23 سبتمبر 1891 في إبسوتش في أستراليا. انتخب عضو المجلس التشريعي ولاية كوينزلاند.